# Ferdinando Scarfiotti
Ferdinando Scarfiotti (Potenza Picena, 6 marzo 1941 – Los Angeles, 1º maggio 1994) è stato uno scenografo italiano.

## Biografia
Nel 1988 vinse il Premio Oscar, il Nastro d'argento e il David di Donatello per L'ultimo imperatore di Bernardo Bertolucci, per il quale realizzò anche le scenografie di Ultimo tango a Parigi, Il conformista, Piccolo Buddha e Il tè nel deserto; fu scenografo di Luchino Visconti per Morte a Venezia vincendo il Nastro d'argento nel 1972, di Billy Wilder per Che cosa è successo tra mio padre e tua madre?, di Luca Ronconi, Barry Levinson, John Schlesinger, Brian De Palma, Warren Beatty.
Era nipote del cofondatore e primo presidente della FIAT Lodovico Scarfiotti e cugino del pilota della Ferrari Ludovico Scarfiotti.
È scomparso nel 1994 all'età di 53 anni per insufficienza epatica.

## Filmografia
- L'ora di punta, episodio di Oggi, domani, dopodomani, regia di Eduardo De Filippo (1965)
- Scusi, facciamo l'amore?, regia di Vittorio Caprioli (1968)
- Il Conformista, regia di Bernardo Bertolucci (1970)
- Morte a Venezia, regia di Luchino Visconti (1971)
- Ultimo tango a Parigi, regia di Bernardo Bertolucci (1972)
- Che cosa è successo tra mio padre e tua madre? (Avanti!) regia di Billy Wilder (1972)
- Daisy Miller, regia di Peter Bogdanovich (1974)
- Barocco, regia di André Téchiné (1976)
- American Gigolò, regia di Paul Schrader (1980) (Visual consultant)
- Crazy runners - quei pazzi pazzi sulle autostrade (Crazy Runners), regia John Schlesinger (1981) (Visual consultant)
- Il bacio della pantera (Cat People), regia di Paul Schrader (1982) (Visual consultant)
- Scarface, regia di Brian De Palma (1983) (Visual consultant)
- Ladro di donne (Thief of Hearts), regia di Douglas Day Stewart (1984) (Visual consultant)
- My man Adam, regia di Roger L. Simon (1985)
- Bring on the night - Vivi la notte (Bring on the night), regia di Michael Apted (1985) (Documentario)
- L'ultimo imperatore (The Last Emperor), regia di Bernardo Bertolucci (1987)
- Mamba, regia di Mario Orfini (1988)
- Il tè nel deserto (The sheltering sky), regia di Bernardo Bertolucci (1990)
- Toys - Giocattoli (Toys), regia di Barry Levinson (1992)
- Estasi, regia di Maria Carmela Cicinnati, Peter Exacoustos (1993) (Film TV)
- Love Affair - Un grande amore (Love Affair), regia di Glenn Gordon Caron (1994)

## Riconoscimenti
Ciak d'oro
- 1988 – Migliore scenografia per L'ultimo imperatore[2]